# XPeng Voyager X2
XPeng Voyager X2 (кит. трад. 旅航者X2, пиньинь Lühangzhe X2) — двухместный электрический летательный аппарат, производимый с 2024 года китайской компанией XPeng.

## Описание
Летательный аппарат XPeng Voyager X2 был разработан для эксплуатации в городах и на малых высотах. Впервые автомобиль был представлен в июле 2021 года на Шанхайском автосалоне. Первый полёт состоялся в октябре 2022 года в Дубае. На тот момент автомобиль имел лицензию на полёт от Управления авиационной безопасности Дубая. В январе 2023 года X2 получил разрешение на полёт от Управления гражданской авиации Китая. Серийное производство началось в 2024 году. Ориентировочная розничная цена варьируется от 126000 до 236000 долларов.
XPeng AeroHT называет X2 «летающим автомобилем пятого поколения». Параллельно ведётся разработка HT Aero.

## Технические характеристики
XPeng Voyager X2 предназначается для эксплуатации в воздухе. Он оснащён восемью электродвигателями с батарейным питанием и восемью гребными винтами; взлёт и посадка производятся вертикально. Максимальная скорость полёта составляет 130 км/ч, максимальное время полёта — 35 минут, максимальная высота полёта — 1000 метров. Кузов изготовлен из углеродного волокна. Снаряжённая масса составляет 560 кг, включая аккумуляторы, максимальная грузоподъёмность — 200 кг. Кабина экипажа закрытая. Двухместным летательным аппаратом можно управлять как вручную, так и с помощью автопилота.